# Jacques Gerber
Jacques Gerber (* 11. März 1973) ist ein Schweizer Politiker (FDP). Seit dem 1. Januar 2016 ist er jurassischer Minister und leitet das Departement für Wirtschaft und Gesundheit.

## Biografie
Jacques Gerber, heimatberechtigt in Röthenbach im Emmental, entstammt einer freisinnigen Familie aus Vendlincourt. Sein Vater, ein Landwirt, war Abgeordneter im jurassischen Parlament, sein Bruder Eric ist Bürgermeister von Vendlincourt.
Nachdem er 1991 am Lycée cantonal de Porrentruy eine Matura#Maturität in der Schweiz Matura des Typs E erworben hatte, studierte er an der Universität Neuenburg, wo er 1995 ein Lizenziat in Wirtschaft und Volkswirtschaftslehre erwarb.
Im Jahr 1998 erwarb er einen Master in Agrarökonomie an der Universität Manchester und 2003 ein Doktorat in Agrarökonomie an der ETH Zürich, was ihn zu einem einjährigen Aufenthalt in Tansania führte.
Von 2003 bis 2007 arbeitete er im Bundesamt für Landwirtschaft. Im Januar 2008 wurde er zum Leiter des Umweltamts des Kantons Jura ernannt. Diese Funktion übte er bis Ende 2015 aus.
Er lebt in Trennung und ist Vater von vier Kindern. Er wohnt seit 2005 in Pruntrut.

## Politische Laufbahn
Von 2005 bis 2007 war er Stadtrat (Legislative) von Pruntrut.
Von 2007 bis 2015 war er Abgeordneter im jurassischen Parlament, wo er der Gesundheitskommission angehörte.
Am 8. November 2015 wurde er im zweiten Wahlgang mit 43,45 % der Stimmen in die jurassische Regierung gewählt (4. Platz; 30 % der Stimmen und 3. Platz im ersten Wahlgang). Im Bezirk Pruntrut (wo er wohnt) belegte er den ersten Platz, in den Bezirken Delémont und Franches-Montagnes den letzten Platz. Am 1. Januar 2016 trat er sein Amt als Leiter des Departements für Wirtschaft und Gesundheit an und wurde 2019 Regierungspräsident. Er war der am besten wiedergewählte Kandidat im Jahr 2020 (48,99 % der Stimmen).
Im Oktober 2023 kandidierte er für den Ständerat. Trotz seinem Bündnis mit der SVP landete er auf dem dritten Platz und wurde nicht gewählt.
Nachdem er im September 2024 vom Bundesrat zum Delegierten für die Ukraine ernannt wurde, tritt er zum Jahresende aus der jurassischen Regierung zurück. Seine neue Aufgabe besteht darin, eine interdepartementale Arbeitsgruppe zu leiten, der Mitglieder der Direktion für Entwicklung und Zusammenarbeit und des Staatssekretariats für Wirtschaft angehören und die das Unterstützungsprogramm der Schweiz für die Ukraine umsetzen soll.